# Novoaleksándrovski (Zernograd, Rostov)
Novoaleksándrovski (en ruso: Новоалександровский) es un jútor del raión de Zernograd del óblast de Rostov de Rusia. Está situado en la orilla izquierda del río Elbuzd, afluente del Kagalnik, 25 km al suroeste de Zernograd y 79 km al sureste de Rostov del Don, la capital del óblast. 
Pertenece al municipio Guliái-Borísovskoye.